# Andalucismo político
Se conoce como andalucismo político al conjunto de corrientes y movimientos políticos que tienen en común una preocupación por la identidad andaluza y que reivindican la existencia del pueblo andaluz. Este término se utiliza en contraposición al andalucismo cultural para denominar y definir las expresiones artísticas con características típicas de Andalucía. 
El andalucismo político se compone de distintas corrientes o tendencias cuyos sujetos políticos más importantes han sido o son: 
- Andalucismo islamizante de tipo irredento: Liberación Andaluza
- Andalucismo islamizante de tipo separatista: Frente Andaluz de Liberación (ahora Nación Andaluza)
- Federalismo andaluz: Izquierda Andalucista,[1] Primavera Andaluza, Andalucía Por Sí, Iniciativa del Pueblo Andaluz,[2] Coalición Andaluces Levantaos.[nota 1][3]
- Regionalismo andaluz: Unidad Andaluza, Foro Andaluz, Plataforma Andaluza-Foro Ciudadano, sector del Partido Andalucista, sector de Adelante Andalucía, sectores de Candidatura Unitaria de Trabajadores y el Sindicato Andaluz de Trabajadores/as.
- Nacionalismo andaluz: Juventudes Andalucistas, sector de Candidatura Unitaria de Trabajadores, sector de Sindicato Andaluz de Trabajadores, Sindicato de Obreros del Campo, Alianza Socialista de Andalucía, Partido Socialista de Andalucía, Coalición Andalucista-Poder Andaluz, Espacio Plural Andaluz, Partido Andaluz del Progreso, sector del Partido Andalucista, sector de Adelante Andalucía,  Andalucía Por Sí, Coalición Andaluces Levantaos

Según algunas fuentes, los precedentes del andalucismo político se sitúan en el siglo XIX, con el desarrollo del cantonalismo en Andalucía. Asimismo se usa la denominación andalucismo histórico para el andalucismo político del primer tercio del siglo XX.
El andalucismo político tiene su fundamento principalmente en las obras escritas y actuaciones políticas desarrolladas por Blas Infante Pérez, Padre de la Patria Andaluza según reconocimiento del Parlamento Andaluz en el año 1983, y según queda recogido en el Preámbulo del Estatuto de Autonomía de Andalucía.
Referencia Blas Infante
También participaron en la conformación de este primer andalucismo político histórico, personas, entre otras, de la talla de Emilio Lemos Ortega, Rafael Ochoa Vila, Juan Álvarez-Ossorio Barrau, Alfonso Lasso de la Vega, Luisa Garzón, Inocente Fe Jiménez, Fermín Requena, etc.
Ya en la segunda mitad del siglo XX, se crea la Alianza Socialista de Andalucía (ASA), organización política clandestina de ideología nacionalista andaluza. Surgió en 1971 en una reunión en Mairena del Alcor en la que estuvieron presentes Alejandro Rojas-Marcos, Luis Uruñuela, Guillermo Jiménez Sánchez, Diego de los Santos, Juan Carlos Aguilar, Ángel Tarancón, Rafael Illescas y Fermín Rodríguez Sañudo, miembros del grupo Compromiso Político de Andalucía, primera organización andalucista surgida tras el asesinato de Blas Infante en 1936.
En junio de 1976 la ASA celebra el I Congreso Andalucista en la Universidad de Málaga, que se clausura en octubre en Sevilla, y que supuso la salida oficial de la clandestinidad de la organización, que se transforma en el Partido Socialista de Andalucía. Una de las acciones más notorias de la ASA fue el lanzamiento del manifiesto "Por un Poder Andaluz" en 1976, en el que se reclama que Andalucía "debe configurarse jurídicamente a través de un Estatuto de Autonomía" como "única vía posible para acabar con la dependencia política y la explotación económica y social".
El Partido Socialista de Andalucía pasará a ser el Partido Andalucista (PA), que protagonizará los momentos de mayor representatividad del andalucismo político en la historia contemporánea. (Consultar referencia Partido Andalucista: 
Referencia Partido Andalucista

El andalucismo político actual, tras la desaparición del Partido Andalucista (PA) se ha fragmentado. De esta manera se aprecian tres corrientes actuales:

Andaluces Levantaos: Coalición formada por agrupaciones andalucistas como Andalucía Por Sí, Convergencia Andaluza, Andalucía entre Tod@s, Ganemos Chiclana, Andalucía Linenses, Juntos por la Campana entre otras que plantea un proyecto andalucista, socialdemócrata, feminista y verde para defender los intereses de las andaluzas y andaluces y transformar la realidad andaluza para abandonar la última posición en los indicadores socioeconómicos y potenciar un proyecto federalista, municipalista y comarcal, que garantice la presencia de los intereses de Andalucía en todos los foros.

Adelante Andalucía: Coalición formada por agrupaciones andalucistas de izquierdas como Izquierda Andalucista, Primavera Andaluza, Defender Andalucía y la formación de índole nacional Anticapitalistas, que aspira un movimiento revolucionario internacionalista que transforme profundamente la sociedad actual. Plantean un proyecto de izquierdas, andalucista, feminista y ecologista que defienden los intereses del pueblo andaluz.

Nación Andaluza: Organización política independentista, socialista y
feminista, cuya meta es lograr la liberación nacional de Andalucía como País y la liberación social del Pueblo Andaluz. Se define como un movimiento nacionalista y revolucionario. Un colectivo soberanista, anticapitalista y antiimperialista, que lucha por una Andalucía libre.